# Бюси, Максим
Макси́м Бюси́ (фр. Maxime Busi; род. 14 октября 1999, Льеж, Валлония) — бельгийский футболист, защитник французского клуба «Реймс».

## Клубная карьера
Бюси — воспитанник клуба «Сент-Трюйден». В 2019 году игрок подписал контракт с «Шарлеруа». 9 февраля в матче против «Остенде» он дебютировал в Жюпиле лиге. В 2020 году Бюси перешёл в итальянскую «Парму», подписав контракт на 5 лет. 22 ноября в матче против «Ромы» он дебютировал в итальянской Серии A. По итогам сезона клуб вылетел из элиты, но Максим остался в команде. 29 августа 2021 года в матче против «Беневенто» он дебютировал в итальянской Серии B.
В начале 2022 года Бюси на правах аренды перешёл во французский «Реймс». 9 января в матче против «Клермона» он дебютировал в Лиге 1. 9 апреля в поединке против «Ренна» Максим забил свой первый гол за «Реймс». По окончании аренды клуб выкупил трансфер игрока.
3 января 2025 года перешёл на правах аренды в нидерландский клуб НАК Бреда. 12 января дебютировал в Эредивизи в домашнем матче с «Херенвеном».